# Super Monkey Ball

Logo di un gioco della serie, Super Monkey Ball: Banana Blitz

Super Monkey Ball è una serie di videogiochi arcade platform inizialmente sviluppato da Amusement Vision e pubblicato da Sega. La serie debutta nel 2001 con il gioco arcade Monkey Ball, poi trasposto per GameCube come Super Monkey Ball qualche mese dopo.

## Modalità di gioco
Al contrario dei videogiochi tradizionali dove il giocatore controlla direttamente il movimento del personaggio, in Super Monkey Ball il movimento, con il personaggio chiuso in una palla gashapon, avviene tramite l'inclinazione del mondo di gioco stesso (ad eccezione di Super Monkey Ball Adventure). L'obiettivo del gioco è raggiungere il traguardo prima dello scadere del tempo senza cadere dal pavimento, raccogliendo delle banane per poter guadagnare punti bonus e vite extra. I primi giochi utilizzano i controller tradizionali, mentre i titoli più recenti usufruiscono di tecnologie più moderne, come gli accelerometri di Wii e iPhone. La modalità di gioco è molto simile a Marble Madness, videogioco arcade di Atari Games del 1984.

## Personaggi
L'originale Monkey Ball per cabinato comprendeva tre personaggi giocabili: il protagonista AiAi, sua moglie MeeMee e loro figlio Baby, quest'ultimo venuto dal futuro. Nella versione per GameCube, Super Monkey Ball, viene introdotto GonGon, migliore amico nonché ex-rivale di AiAi. Loro quattro sono i personaggi principali della serie.
In Super Monkey Ball: Banana Blitz vengono introdotti due nuovi personaggi, il lemure maestro di arti marziali YanYan e il dottore affetto da amnesia Doctor. Successivamente troviamo l'allenatore Jam in Super Monkey Ball: Step & Roll, e l'arcinemico di AiAi Jet in Super Monkey Ball 3D.
Alcuni giochi della serie presentano delle varianti di questi personaggi tramite dei costumi alternativi, oltre a personaggi giocabili occasionali come Sonic. Super Monkey Ball 2 e Super Monkey Ball Adventure caratterizzano anche vari personaggi non giocanti, come il Dr. Bad-Boon, uno scienziato della linea temporale di Baby che viaggia nel passato per impedire a MeeMee di sposare AiAi e prenderla come sua sposa.
I personaggi della serie Super Monkey Ball appaiono anche in altri titoli Sega. AiAi appare come personaggio giocabile in Sonic Riders e Sonic & Sega All-Stars Racing, e insieme a MeeMee in Sega Superstars Tennis e Sonic & All-Stars Racing Transformed. AiAi appare inoltre nell'adattamento di Archie Comics di Sonic & All-Stars Racing Transformed nel numero 45 del Sonic Universe.

## Serie
- 2001 – Monkey Ball (arcade)
- 2001 – Super Monkey Ball (GameCube)
- 2002 – Super Monkey Ball 2 (GameCube)
- 2002 – Super Monkey Ball Jr. (Game Boy Advance)
- 2003 – Super Monkey Ball (N-Gage)
- 2005 – Super Monkey Ball Deluxe (PlayStation 2 and Xbox)
- 2005 – Super Monkey Ball: Touch & Roll (Nintendo DS)
- 2006 – Super Monkey Ball Adventure (PlayStation 2, GameCube, PlayStation Portable)
- 2006 – Super Monkey Ball: Banana Blitz (Wii)
- 2007 – Super Monkey Ball: Tip 'n Tilt (J2ME)
- 2008 – Super Monkey Ball (iOS, Windows Phone)
- 2008 – Super Monkey Ball: Tip 'n Tilt 2 (J2ME)
- 2009 – Super Monkey Ball 2 (iOS)
- 2010 – Super Monkey Ball 2: Sakura Edition (iOS, Android, Windows Phone)[2]
- 2010 – Super Monkey Ball: Step & Roll (Wii)
- 2011 – Super Monkey Ball: Ticket Blitz (Arcade)
- 2011 – Super Monkey Ball 3D (Nintendo 3DS)
- 2012 – Super Monkey Ball: Banana Splitz (PlayStation Vita)
- 2014 – Super Monkey Ball Bounce (Android, iOS)
- 2019 – Super Monkey Ball: Banana Blitz HD (PC, Nintendo Switch, PlayStation 4, Xbox One)
- 2021 – Super Monkey Ball Banana Mania (PC, Nintendo Switch, PlayStation 4, PlayStation 5, Xbox One, Xbox Series X/S, Amazon Luna)
- 2024 – Super Monkey Ball Banana Rumble (Nintendo Switch)

## Eredità
Nell'8 dicembre 2006, la serie aveva venduto 4 milioni di copie. La versione iOS del 2008 è stata una delle prime applicazioni sull'App Store ed è stata l'app più venduta il giorno del lancio.
Nel 2009 la rivista Edge ha classificato Super Monkey Ball al 39º posto nella "lista dei 100 migliori giochi da giocare oggi". Christian Donlan, scrivendo sul libro 1001 Video Games You Must Play Before You Die, ha descritto Super Monkey Ball come «uno dei trionfi di grado A di Sega». In un'intervista al Tokyo Game Show del 2009, Toshihiro Nagoshi ha affermato che i giochi della serie Banana Blitz e Step & Roll per Wii sono stati resi più facili per i bambini rispetto ai giochi per GameCube. Se ne avessero mai la possibilità, tornerebbero indietro e creare un gioco nello stile di quelli vecchi desiderati molto dai fan d'oltreoceano.
Nel 2015 i giochi mobile sono stati rimossi dagli store digitali, ora considerati media perduti. Nel 2023 viene pubblicato l'emulatore touchHLE, il quale supporta la versione iOS originale del gioco del 2008.
Fall Guys:Ultimate Knockout è stato descritto come il «Super Monkey Ball della generazione Fortnite» da Tom Wiggings di Stuff.